# Copris arizonensis
Copris arizonensis là một loài bọ cánh cứng trong họ Bọ hung (Scarabaeidae).